# 小島法子
小島 法子（こじま のりこ、1974年11月20日 - ）は、千葉県出身の女優。身長163cm、血液型AB型。

## 出演

### TV
- 逮捕されちゃうぞ
- 教室
- 火曜サスペンス劇場『消えたタンカー』
- ガキ大将がやってきた
- あばれはっちゃく
- 右門捕物帖
- KIRARA
- 機動刑事ジバン
- 社宅家族
- #コールドゲーム 第7話（2021年7月17日、東海テレビ・フジテレビ） - 避難民 役
- 特捜9 season7 第8話（2024年5月22日、テレビ朝日）[1]
- マイダイアリー 第1話（2024年10月20日、朝日放送テレビ・テレビ朝日系） - 学食スタッフ 役[2]

### 映画
- (ハル)
- 山田ババァに花束を
- ぼくらの七日間戦争
- クロスファイア

### CM
- '04 ダンスアクションミュージカル『刀～KATANA～』 雀・役
- 静岡県いちご協議会
- アコム
- 内閣府『省エネキャンペーン』
- 救心
- ジャスコ『ジャスコのスーツ』
- ホールズ
- カルビー『かっぱえびせん』
- タカラ酒造『カルシウムパーラー』
- ミツカン『味ポン』

### バラエティー
- KIDS NEWS(レギュラー)

### ビデオ映画
- 静かなるドン6

### 舞台
- 山川豊・長山洋子 二人のビックステージ 新宿コマ劇場